# Djurgården Hockey 1942/1943
Serien färdigspelades aldrig den här säsongen på grund av den dåliga vintern. 
Djurgården, som skulle spelat i Klass I, lyckades än en gång avancera uppåt i seriesystemet tillsammans med Skuru IK.